# سبستین (تگزاس)
سبستین، تگزاس(به انگلیسی: Sebastian, Texas) شهری در ایالت تگزاس از ایالات جنوبی ایالات متحده آمریکا است. در سرشماری سال ۲۰۰۰، جمعیت این شهر ۱۸۶۴ نفر اعلام شد.